# Campeonato Sul-Americano de Clubes de Voleibol Feminino de 2013
O Campeonato Sul-Americano de Clubes de Voleibol Feminino de 2013 será a décima terceira  edição do torneio organizado anualmente pela CSV. Disputado entre os  dias 1 e 5 de maio no Ginásio  Manuel Bonilla de Miraflores, localizado na cidade de Lima, no Peru. Torneio foi classificatório para edição do Campeonato Mundial de Clubes de Voleibol Feminino de 2013e tal promoção foi obtida de forma invicta pelo clube brasileiro:Unilever/RJ e sua a atacante Natália Pereira foi premiada como a Melhor Jogadora da edição.

## Formato de disputa
As cinco equipes qualificadas disputaram em turno único o título, a equipe com maior número de pontos sagrou-se campeã e obteve a promoção ao Campeonato Mundial de Clubes de 2013.
Para a classificação dentre dos grupos na primeira fase, o placar de 3-0 ou 3-1 garantirá três pontos para a equipe vencedora e nenhum para a equipe derrotada; já o placar de 3-2 garantirá dois pontos para a equipe vencedora e um para a perdedora.

## Participantes
As seguintes equipes foram qualificadas para a disputa do Campeonato Sul-Americano de Clubes de 2013:
| Equipe                                | País      | Forma de Classificação                        | Títulos        |
| ------------------------------------- | --------- | --------------------------------------------- | -------------- |
| Universidad César Vallejo             | Peru      | Representante da Cidade-Sede                  | 0 (não possui) |
| Vélez Sársfield                       | Argentina | Campeão da Liga A1 Argentina de Voleibol 2013 | 0 (não possui) |
| Unilever/RJ                           | Brasil    | Campeão da Superliga Brasileira A 2012-13     | 0 (não possui) |
| Boston College                        | Chile     | Campeão da Liga Chilena A1 de 2013            | 0 (não possui) |
| Universidad Metropolitana de Asunción | Paraguai  | Representante do Paraguai de 2013             | 0 (não possui) |

## Pentagonal (fase única)

### Classificação
|     |                                       |     | Jogos | Jogos | Jogos | Pontos | Pontos | Pontos | Sets | Sets | Sets   |
| Pos | Equipe                                | Pts | T     | V     | D     | V      | P      | R      | V    | P    | R      |
| --- | ------------------------------------- | --- | ----- | ----- | ----- | ------ | ------ | ------ | ---- | ---- | ------ |
| 1   | Unilever/RJ                           | 12  | 4     | 4     | 0     | 323    | 175    | 1.846  | 12   | 1    | 12,000 |
| 2   | Universidad César Vallejo             | 9   | 4     | 3     | 1     | 302    | 252    | 1.198  | 9    | 4    | 2.250  |
| 3   | Boston College                        | 5   | 4     | 2     | 2     | 318    | 321    | 0.991  | 7    | 8    | 0.875  |
| 4   | Vélez Sársfield                       | 4   | 4     | 1     | 3     | 318    | 321    | 0.991  | 6    | 9    | 0.667  |
| 5   | Universidad Metropolitana de Asunción | 4   | 4     | 1     | 3     | 318    | 321    | 0.991  | 6    | 9    | 0.667  |

Resultados
| 1 de maio de 2013 18:00 [ Relatório] | Vélez Sársfield | 3 — 0             | UMA   | Ginásio Manuel Bonilla de Miraflores, Lima |
| 1 de maio de 2013 18:00 [ Relatório] | 25              | Set 1 Set 2 Set 3 | 11 13 | Ginásio Manuel Bonilla de Miraflores, Lima |

| 1 de maio de 2013 22:00 [ Relatório] | Boston College | 3 — 1                   | Universidad César Vallejo | Ginásio Manuel Bonilla de Miraflores, Lima |
| 1 de maio de 2013 22:00 [ Relatório] | 25 26 25       | Set 1 Set 2 Set 3 Set 4 | 27 22 24 14               | Ginásio Manuel Bonilla de Miraflores, Lima |

| 2 de maio de 2013 18:00 [ Relatório] | Unilever/RJ | 3 — 0             | Boston College | Ginásio Manuel Bonilla de Miraflores, Lima |
| 2 de maio de 2013 18:00 [ Relatório] | 25          | Set 1 Set 2 Set 3 | 10 20 13       | Ginásio Manuel Bonilla de Miraflores, Lima |

| 2 de maio de 2013 20:00 [ Relatório] | UMA | 3 — 0             | Universidad César Vallejo | Ginásio Manuel Bonilla de Miraflores, Lima |
| 2 de maio de 2013 20:00 [ Relatório] | 25  | Set 1 Set 2 Set 3 | 10 7                      | Ginásio Manuel Bonilla de Miraflores, Lima |

| 3 de maio de 2013 18:00 [ Relatório] | Unilever/RJ | 3 — 0             | UMA   | Ginásio Manuel Bonilla de Miraflores, Lima |
| 3 de maio de 2013 18:00 [ Relatório] | 25          | Set 1 Set 2 Set 3 | 9 5 3 | Ginásio Manuel Bonilla de Miraflores, Lima |

| 3 de maio de 2013 20:00 [ Relatório] | Universidad César Vallejo | 3 — 0             | Vélez Sársfield | Ginásio Manuel Bonilla de Miraflores, Lima |
| 3 de maio de 2013 20:00 [ Relatório] | 25                        | Set 1 Set 2 Set 3 | 22              | Ginásio Manuel Bonilla de Miraflores, Lima |

| 4 de maio de 2013 20:00 [ Relatório] | Boston College | 3 — 0             | UMA     | Ginásio Manuel Bonilla de Miraflores, Lima |
| 4 de maio de 2013 20:00 [ Relatório] | 25             | Set 1 Set 2 Set 3 | 17 6 11 | Ginásio Manuel Bonilla de Miraflores, Lima |

| 4 de maio de 2013 22:00 [ Relatório] | Vélez Sársfield | 1 — 3                   | Unilever/RJ | Ginásio Manuel Bonilla de Miraflores, Lima |
| 4 de maio de 2013 22:00 [ Relatório] | 11 12 25 16     | Set 1 Set 2 Set 3 Set 4 | 25 23 25    | Ginásio Manuel Bonilla de Miraflores, Lima |

| 5 de maio de 2013 20:00 [ Relatório] | Vélez Sársfield | 2 — 3                         | Boston College | Ginásio Manuel Bonilla de Miraflores, Lima |
| 5 de maio de 2013 20:00 [ Relatório] | 23 27 25 13     | Set 1 Set 2 Set 3 Set 4 Set 5 | 25 23 15       | Ginásio Manuel Bonilla de Miraflores, Lima |

| 5 de maio de 2013 22:00 [ Relatório] | Universidad César Vallejo | 0 — 3             | Unilever/RJ | Ginásio Manuel Bonilla de Miraflores, Lima |
| 5 de maio de 2013 22:00 [ Relatório] | 12 23 16                  | Set 1 Set 2 Set 3 | 25          | Ginásio Manuel Bonilla de Miraflores, Lima |

## Premiação
| Campeonato Sul-Americano de Clubes de 2013 |
| Brasil                                     |
| ------------------------------------------ |
| Unilever/RJ Campeão (1º título)            |

## Classificação Final
| Posição           | Equipe                    | Classificação                                               |
| ----------------- | ------------------------- | ----------------------------------------------------------- |
| Medalha de ouro   | Unilever/RJ               | Campeonato Mundial de Clubes de Voleibol Feminino de 2013 · |
| Medalha de prata  | Universidad César Vallejo |                                                             |
| Medalha de bronze | Boston College            |                                                             |
| 4                 | Vélez Sarsfield           |                                                             |
| 5                 | UMA                       |                                                             |

## Prêmios individuais
As melhores atletas do campeonato foram:
| MVP (Most Valuable Player) | Natália Pereira    | Unilever                  | Brasil |
| Melhor bloqueadora         | Bruna Honório      | Unilever                  | Brasil |
| Melhor atacante            | Gabriela Guimarães | Unilever                  | Brasil |
| Melhor sacadora            | Milagros Moy       | Universidad César Vallejo | Peru   |
| Melhor líbero              | Fabiana Alvim      | Unilever                  | Brasil |
| Melhor levantadora         | Fofão              | Unilever                  | Brasil |
| Melhor recepção            | Mirian Patiño      | Universidad César Vallejo | Peru   |
| Melhor defesa              | Fabiana Alvim      | Unilever                  | Brasil |